# مارک هاپس
مارک آلن هاپس (به انگلیسی: Mark Allan Hoppus) (زاده ۱۵ مارس ۱۹۷۲) نوازنده آمریکایی، تهیه‌کننده و مجری‌های تلویزیونی است. او بیس‌نواز گروه است و یکی از دو خواننده اصلی بلینک-۱۸۲ است، و همچنین به عنوان نوازنده باس و خواننده از گروه راک جایگزین ۴۴. او یکی از بنیانگذاران از هر دو بند است. همانطور که از اواخر سال، هاپس آلبوم برای گروه‌های مانند ادم سفیه و احمق خلبان جدید در بر داشت.